# Hilara gracilis
Hilara gracilis är en tvåvingeart som beskrevs av Friedrich Hermann Loew 1862. Hilara gracilis ingår i släktet Hilara och familjen dansflugor. Inga underarter finns listade i Catalogue of Life.